# Friedrich Schiller - Le triomphe d'un génie
Pour plus de détails, voir Fiche technique et Distribution.
Friedrich Schiller - Le triomphe d'un génie (Friedrich Schiller - Der Triumph eines Genies) est un film allemand réalisé par Herbert Maisch sorti en 1940. Il raconte les débuts du grand poète romantique Friedrich von Schiller. Le scénario de Lotte Neumann (sous le pseudonyme de C. H. Diller) et de Walter Wassermann est tiré du roman de Norbert Jacques, Leidenschaft (Passion).
Ce film est également sorti en Italie, sous le titre I masnadieri, ainsi qu'en Suède et au Danemark.

## Synopsis
Sous la coupe d'un prince autoritaire, le jeune poète Friedrich Schiller affirme sa liberté créatrice.

## Distribution
- Horst Caspar : Schiller
- Hannelore Schroth : Laura Rieger
- Heinrich George : Le duc Charles-Eugène de Wurtemberg
- Lil Dagover : La comtesse de Hohenheim
- Paul Henckels : Le maréchal von Silberkalb
- Friedrich Kayssler : Le père de Schiller
- Hans Nielsen : Scharffenstein
- Dagny Servaes : Mme Rieger

## Analyse
À l'origine relié au cinéma servant la propagande nazie, Schiller - Le triomphe d'un génie divise les historiens du cinéma quant à l'interprétation qui peut lui être donnée. En effet, le culte du génie et de l'individu exceptionnel qui inspire la communauté populaire relèverait de l'endoctrinement. Cependant, une autre lecture  proposée confère au film une dimension subversive : la liberté de l'écrivain est en opposition frontale au despotisme du prince ; dans ses mémoires, le réalisateur Herbert Maisch affirme que le film aurait dû s'appeler Rebelles (Rebellen) si la censure l'avait permis.

## Article annexe
- Liste des longs métrages allemands créés sous le nazisme